# Хол (езеро)
Вижте пояснителната страница за други значения на Хол.
Езерото Хол (на английски: Hall Lake) е 22-рото по големина езеро в територия Нунавут. Площта му, заедно с островите в него е 491 км2, която му отрежда 97-о място сред езерата на Канада. Площта само на водното огледало без островите е 474 km². Надморската височина на водата е 6 m.
Езерото се намира в централната част на територия Нунавут на Канада, в североизточната част на п-ов Мелвил, на 2,5 km северно от залива Роуч на Басейна Фокс, а най-североизточната му част, отстои само на 1,5 от брега. Дължината му от югозапад на североизток е 48 km, а максималната му ширина – 16 km.
Хол има силно разчленена брегова линия с няколко десетки малки заливи и два по-големи острова – Варсул и Кит в централната част. Площта на всичките островите в него е 17 km².
От запад в езерото се влива река Хол, а от южния му ъгъл изтича късата (2,5 км) река Икерасак, вливаща се в залива Роуч на Басейна Фокс
На 30 км източно от езерото, на брега на Басейна Фокс се намира индианско-ескимоското селището Хол Бийч, в близост до което има модерно летище.
Езерото Хол е открито през 1866 г. от американския арктичен изследовател Чарлз Френсис Хол, по време на четиригодишното му скитане в района за търсене на изчезналата експедиция на Джон Франклин. По-късно езерото е кръстено в чест на откривателя си.